# Hypocras

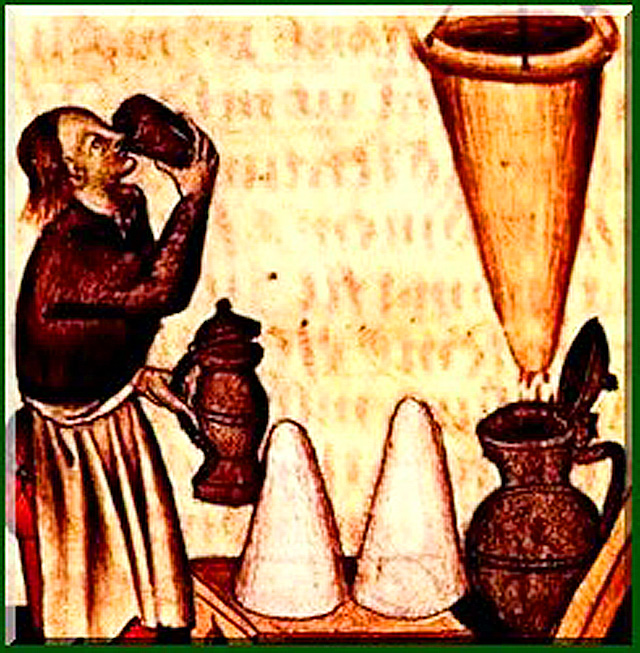
Illustration du Moyen Âge montrant la filtration de l'ypocras. Des pains de sucre :.

L'hypocras (prononcé : [i.pɔ.kʁas]) est une ancienne boisson à base de vin, sucrée et aromatisée aux épices, notamment de la cannelle. C'est une boisson connue dans toute l'Europe médiévale, où on l'a d'abord appelée « claret » ou « piment ». La légende attribue son invention au médecin grec Hippocrate, au Ve siècle av. J.-C., mais en réalité, le nom d'« hypocras » se rencontre pour la première fois au milieu du XIVe siècle.

## Préparation
L'hypocras est un vin sucré, avec du miel ou du sucre, à raison d'environ 200 grammes pour trois litres de vin (environ 7 g / 100 mL), auquel on ajoute les épices dites « royales ». La préparation est laissée à reposer puis filtrée, avant d'être mise en bouteille. L'hypocras se conserve ainsi plusieurs années.
Il existe de multiples manières de faire de l'hypocras. Les sources médiévales manquent de précision, mais citent systématiquement la cannelle et le gingembre. Les autres plantes aromatiques et les autres épices sont facultatives et en proportions variables. Le fait de devoir faire chauffer ou non le liquide est débattu.

## Étymologie
Les premières recettes de vin épicé apparaissent à la fin du XIIIe siècle (recettes de claret et de piment dans le Tractatus de modo praeparandi et condiendi omnia cibaria) ou au début du XIVe siècle (recette de piment dans le Regiment de sanitat d'Arnaud de Villeneuve). Les recettes de piment sont majoritairement originaires de pays catalans ou de langue d'oc. À partir de 1390, on voit apparaître les noms d'ipocras ou ypocras, probablement en hommage à Hippocrate. À partir du XVIe siècle, le mot est généralement orthographié « hypocras ». L'étymologie du terme, quelle que soit sa graphie, demeure particulièrement incertaine et controversée.

## Histoire
Selon Pline l'Ancien et selon le traité d'Apicius, on buvait déjà du vin épicé dans la Rome antique. Les travaux archéologiques récents d'une tombe princière celte à Lavau (Aube) ont montré qu'un mélange de vin, de miel et d'épices était aussi déjà consommé par les Celtes de la civilisation de Hallstatt (entre 820 et 450 avant notre ère).
L'hypocras médiéval est lui aussi un breuvage de vin miellé auquel on ajoute des épices et herbes aromatiques, et dont les propriétés excitantes le font interdire dans les monastères.
Dès le XIIe siècle, un vin épicé appelé « pimen » (ou « piment ») est cité par Chrétien de Troyes. Au XIIIe siècle, la ville de Montpellier est réputée pour faire le commerce de vins épicés avec l'Angleterre, où, au XIVe siècle, The Forme of Cury donne une recette. La boisson est très prisée tout au long du Moyen Âge. C'est un apéritif ou un digestif, souvent prescrit par les médecins pour faire digérer. Le sucre est alors considéré comme un médicament et, au Moyen Âge, le miel est réservé au peuple. L'hypocras était servi dans la plupart des banquets. C'était la boisson préférée de Gilles de Rais, qui en buvait, paraît-il, plusieurs bouteilles chaque jour. Louis XIV en était également friand. Elle était alors offerte comme présent de valeur, au même titre que les confitures.
En vérité, l'usage intensif d'épices coûteuses n'était pas seulement une mode, mais aussi une manière de masquer le goût d'un vin oxydé ou déviant, étant donné que le vin, alors mis en tonneau, non dans une bouteille fermée par un bouchon, se conserve très mal dès qu'il n'est plus à l'abri de l'air. Un vin quelconque rendu sirupeux et saturé d'épices pouvait se conserver beaucoup mieux et voyait son prix considérablement augmenter, ce qui était un aspect non négligeable au Moyen Âge. De nombreux traités anciens de cuisine proposaient maintes techniques pour donner une « seconde vie » aux aliments et boissons : le Ménagier de Paris contient des recettes à cet effet ainsi que plusieurs versions d'hypocras dont certaines sont appelées « clairets ».
On trouve des recettes d'hypocras jusqu'au XIXe siècle. À partir du XVIIe siècle, le vin aux épices est généralement confectionné avec des fruits (pommes, oranges, amandes). Dès le XIVe siècle, certains ingrédients extrêmement onéreux tels que le musc, l'ambre , la cardamome, le poivre long, les « grains de paradis » et le macis faisaient partie intégrante des meilleures recettes.
Le XIXe siècle sonne le glas de l'élixir qui figurait encore dans la pharmacopée du siècle précédent.

## Hypocras aujourd'hui
L'hypocras devient difficile à trouver mais est toujours produit ; aujourd'hui son nom est associé, en France, aux départements de l'Ariège, de l'Aveyron, de la Haute-Loire et du Puy-de-Dôme, en Suisse au canton de Bâle.[réf. nécessaire]
On peut le trouver chez des producteurs de miel, dans des boutiques « médiévales » ou dans les fêtes de reconstitution médiévales, où il a particulièrement sa place. Il est notamment proposé par une entreprise familiale de Tarascon-sur-Ariège.

## Hypocras dans la fiction
- L'hypocras est la boisson que commande d'Artagnan pour avoir le temps d'épier Bazin, le laquais de son ami Aramis, dans Vingt Ans après d'Alexandre Dumas.
- Dans La Louve de France, tome 5 des Rois maudits de Maurice Druon, le banquier Tolomei offre de l’hypocras au comte d’Artois et à Roger Mortimer, baron de Wigmore.
- Dans l'épisode 3 Les Poisons de la couronne de la série télévisée Les Rois maudits réalisée par Claude Barma, la comtesse Mahaut d'Artois (interprétée par Hélène Duc) propose de l'hypocras à son gendre le futur roi Philippe V le Long (interprété par José-Maria Flotats).
- Dans la série de romans Le Trône de fer de George R. R. Martin, le personnage de Roose Bolton est l'un des rares à préférer l'hypocras au vin.
- Dans Gagner la guerre de Jean-Philippe Jaworski, Misa sert de l'hypocras à Benvenuto Gesufale lorsqu'il s’assoit dans sa cuisine après quinze ans d'absence.